# トッレ・ペッリチェ
トッレ・ペッリチェ（伊: Torre Pellice）は、イタリア共和国ピエモンテ州トリノ県にある、人口約4,500人の基礎自治体（コムーネ）。

## 地理

### 位置・広がり

#### 隣接コムーネ
隣接するコムーネは以下の通り。
- アングローニャ
- ルゼルナ・サン・ジョヴァンニ
- ロラ
- ヴィッラール・ペッリチェ

## 姉妹都市
- グアルディア・ピエモンテーゼ、イタリア
- メルフェルデン＝ヴァルドルフ、ドイツ
- Guillestre、フランス
- Valdese、アメリカ合衆国